# Proprotein-Convertase 1
Proprotein-Convertase 1 (PC1) ist ein Enzym, das für die Abspaltung unnötiger Proteinbestandteile vieler Proteohormone und Neuropeptide (die so genannte posttranslationale Modifikation) verantwortlich ist. Beispielsweise ist PC1 (zusammen mit PC 2) notwendig, um Insulin aus Proinsulin zu erzeugen. Bei PC1 handelt es sich um eine Serinprotease, die in vielen Wirbeltieren vorkommt. Mutationen im menschlichen PCSK1-Gen können zum sehr seltenen PC1-Mangel führen, der mit schweren Stoffwechselstörungen einhergeht.
Substrate für PC1 sind unter anderem Proinsulin, Proopiomelanocortin, Prorenin, Proenkephalin, Prodynorphin, Prosomatostatin und Oxytocin-Neurophysin.